# S/S Liana
Liana av Lerberget var ett fartyg som byggdes 1898 i West Hartlepool och gick från sin första till sin sista resa under svensk flagg. Fartyget byggdes till Rederi AB Helsingborg.

## Historia
Liana hette under sina första år Emanuel. Redan 1904 fick ångaren känna på krigets fasor. Emanuel var på resa över Nordsjön då en rysk eskader på väg till Japan passerade Doggers bankar och där besköt en grupp engelska trålare. Ett antal granater slog ned i närheten av Emanuel. Flera av de civila besättningsmännen på trålarna dödades. Ryssarna hade i sin nervösa upphetsning inbillat sig att trålarna var japanska jagare.
1916 såldes Emanuel och tre andra av rederiets fartyg till Rederi AB Svecia i Landskrona för ett sammanlagt pris av  5 100 000 kr. Året därpå såldes Emanuel till skeppsredare Dan Broström i Göteborg. Emanuel omdöptes först till Roland och senare till Jaffa. Hon återvände 1925 till Skåne, inköpt av skeppsredare Joel Fänge för Rederi AB Lerbergets räkning. Där omdöptes hon till Liana. Under Lianas uppehåll i Kotka 1929 kantrade en söndag en av ångarens livbåtar med nio man ombord. Fem av männen kunde räddas medan fyra omkom.

## Andra världskriget
Liana var på resa från Blyth till Halmstad med kollast och hade sällskap med ångaren S/S Osmed av Helsingborg för att kunna bistå varandra i den händelse att något ofördelaktigt skulle inträffa på resan. Kl 20:15 den 16 februari 1940 inträffade en kraftig explosion midskepps på styrbords sida. Från S/S Osmed hade en ubåt observerats. Fartygen befann sig då cirka 20 nautiska mil (37 km) nordväst om Kinnaird Head. Liana gick till botten på mindre än en halv minut. På S/S Osmed började besättningen sjösätta livbåtar för att rädda Lianas män, men innan livbåtarna nått vattenytan inträffade en andra explosion, denna gång på S/S Osmed som började sjunka till och med hastigare än Liana. På Liana hade styrbords livbåt förstörts vid explosionen och babordsbåten hann man inte komma ombord i, varför de överlevande sökte sig till flottarna. Befälhavaren kom ensam upp på den aktre flotten, men lyckades så småningom komma i kontakt med den andra på vilken nio man tagit sig upp. De övriga tio besättningsmännen torde ha omkommit vid explosionen. Efter att ha tillbringat cirka elva timmar på flotten, blev de bärgade av en engelsk trålare. Befälhavaren och förste styrmannen var skadade och måste föras till sjukhus, de övriga åtta räddade sattes ombord på M/S Santos för transport till Sverige. Den 24 februari sänktes även Santos, varvid sex av Lianas besättning miste livet. Efter Lianas och Santos krigsförlisningar återstod alltså endast fyra man av totalt tjugo.